# Russische Badminton-Superliga 2019
Die Russische Badminton-Superliga 2019 bestand aus zwei Runden, wobei sich Primorje Wladiwostok als Meister durchsetzen konnte.

## Endstand
- 1. Primorje Wladiwostok (Alina Davletova, Evgeny Dremin, Vladimir Ivanov, Evgeniya Kosetskaya, Ekaterina Bolotova, Ivan Sozonov, Sofia Doroshenko, Evgeniya Dimova, Maxim Makalov)
- 2. Primorje Wladiwostok II (Denis Grachev, Nina Vislova, Olga Arkhangelskaya, Pavel Kotsarenko, Victoria Kozyreva, Daria Radchenko, Valeria Makkoveeva, Kirill Timofeev, Egor Okolov)
- 3. Taid (Alexander Vasilkin, Anastasia Redkina, Ivan Nikitin, Grigory Vorobyov, Daria Dzhedzhula, Olga Olshevskaya)
- 4. BK Gattschina (Egor Kholkin, Igor Pushkarev, Lev Barinov, Vera Peredkova, Mikhail Lavrikov, Anastasia Kuznetsova, Alexandra Rasskazova, Victoria Khrykina)